# Shaoshan

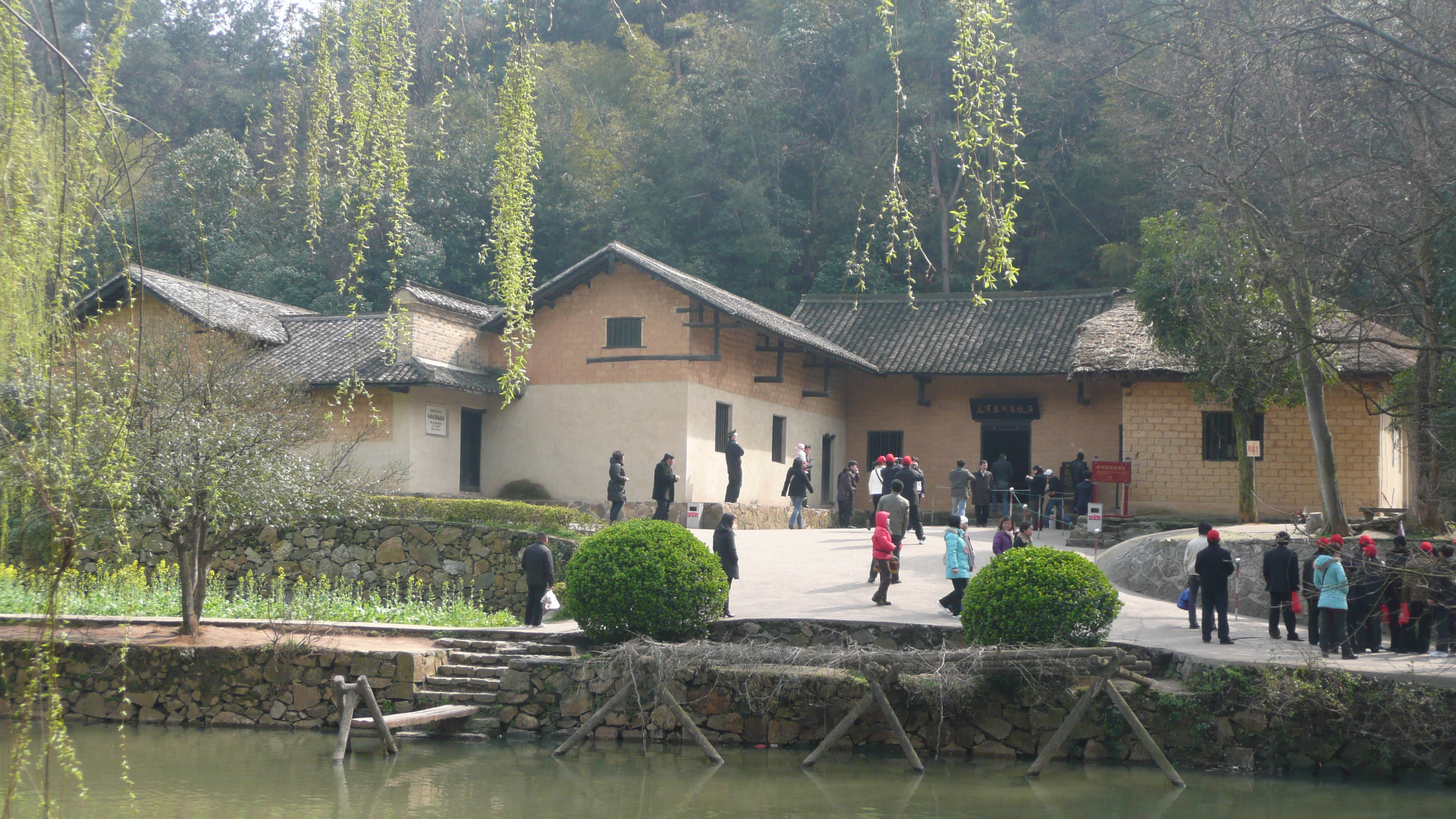
Mao Zedongs Geburtshaus in Shaoshan

Shaoshan (韶山市 Sháoshān Shì) ist eine kreisfreie Stadt, die zum Verwaltungsgebiet der bezirksfreien Stadt Xiangtan in der zentralchinesischen Provinz Hunan gehört. Ende 2021 lebten 103.400 Menschen in Shaoshan, die Stadt hat eine Fläche von 247,3 km².

## Besonderheiten
Der Geburtsort Mao Zedongs, die Gemeinde Shaoshan, gehört zum Verwaltungsgebiet der Stadt. Während der Kulturrevolution war der Ort das Ziel von Millionen Rotgardisten. Nach einem Rückgang der Besucherzahlen in den späten 1970er und frühen 1980er Jahren ist Shaoshan heute daher wieder ein vielbesuchtes touristisches Reiseziel Chinas. Das Revolutionsmuseum bei Mao Zedongs Geburtshaus verzeichnete im Jahr 2019 fünf Millionen Besucher, die diversen Attraktionen des Landschaftsparks (韶山旅游区), der das Gelände umgibt, wurden von insgesamt 20 Millionen Touristen besucht.
Am Fuß des Tian’e-Bergs (天鹅山) auf dem Gebiet des Dorfes Shishan (石山村) im Süden der Großgemeinde Qingxi befindet sich eine am 25. Dezember 2021 in Betrieb genommene Einrichtung der Hunan-Universität zur langfristigen Ex-situ-Lagerung der von der Sonde Chang’e 5 am 16. Dezember 2020 zurückgebrachten Bodenproben vom Mond.
Die Bodenproben selbst werden in einer hochreinen Stickstoff-Atmosphäre aufbewahrt, es gibt jedoch eine für die Öffentlichkeit zugängliche Ausstellungshalle mit Informationstafeln.

## Administrative Gliederung

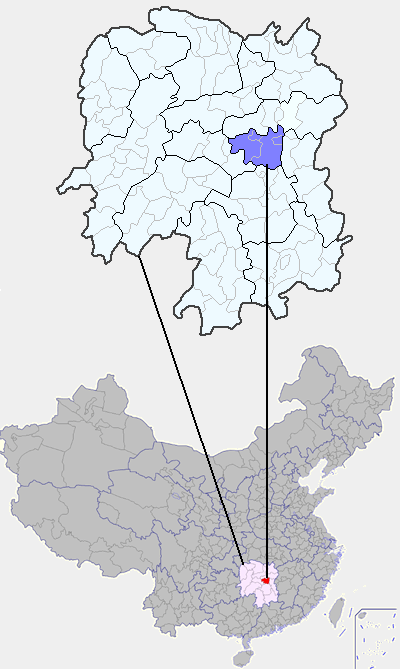
Lage der Stadt Xiangtan in China

Die Stadt Shaoshan setzt sich auf Gemeindeebene aus zwei Großgemeinden und zwei Gemeinden zusammen. Diese sind:
- Großgemeinde Qingxi (清溪镇), Sitz der Stadtregierung;
- Großgemeinde Yintian (银田镇);
- Gemeinde Shaoshan (韶山乡);
- Gemeinde Yanglin (杨林乡).

## Ethnische Gliederung der Bevölkerung Shaoshans (2000)

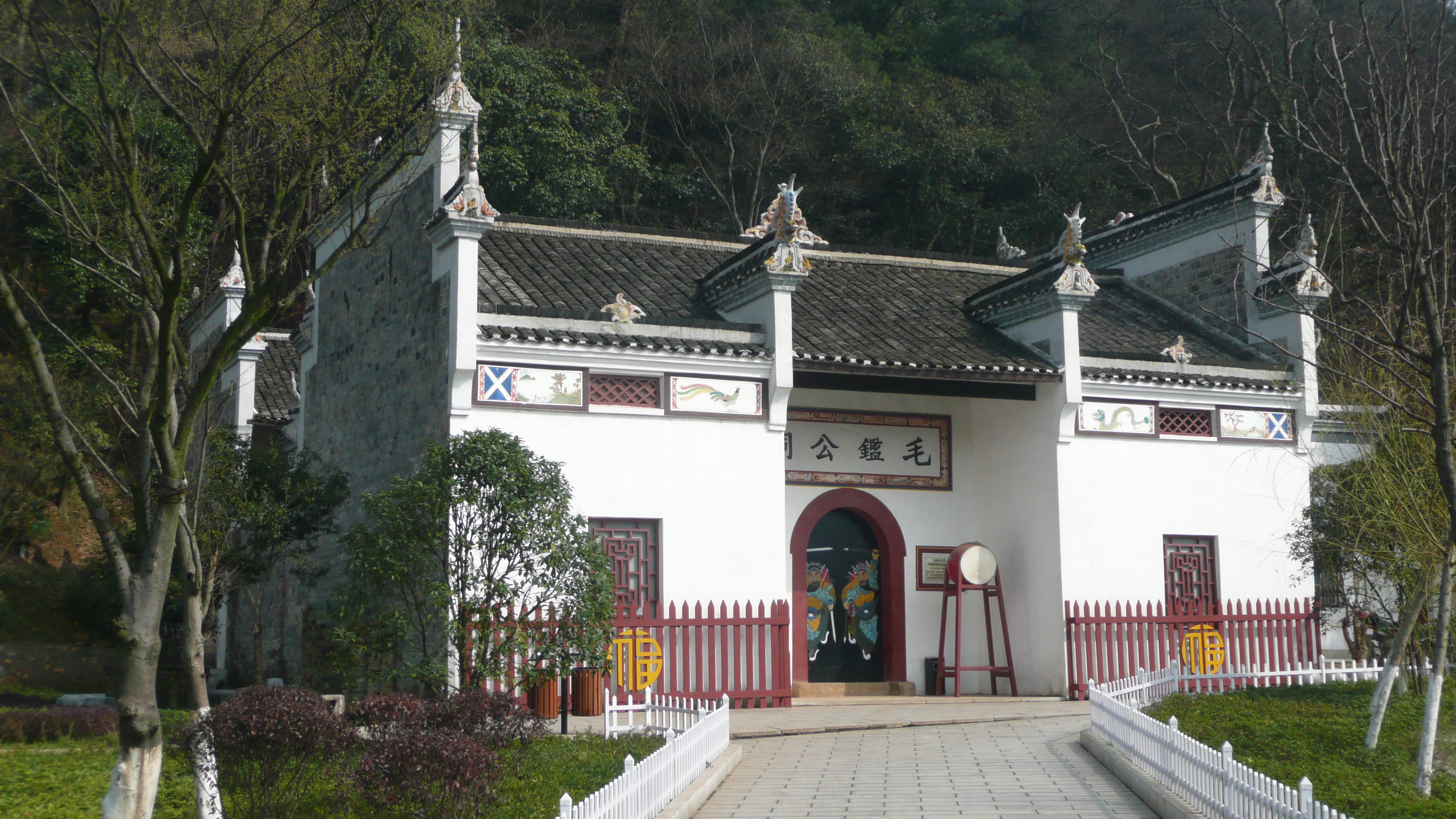
Mao Jian Tempel in Shaoshan

Beim Zensus im Jahr 2000 wurden in Shaoshan 95.299 Einwohner gezählt.
| Name des Volkes | Einwohner | Anteil  |
| --------------- | --------- | ------- |
| Han             | 94.923    | 99,61 % |
| Miao            | 122       | 0,13 %  |
| Tujia           | 111       | 0,12 %  |
| Mongolen        | 33        | 0,03 %  |
| Dong            | 19        | 0,02 %  |
| Manju           | 16        | 0,02 %  |
| Tu              | 14        | 0,01 %  |
| Zhuang          | 14        | 0,01 %  |
| Yi              | 13        | 0,01 %  |
| Hui             | 11        | 0,01 %  |
| Sonstige        | 23        | 0,02 %  |

## Geschichte
Shaoshan hatte in seiner Geschichte unterschiedliche Namen:
- 1652 (Qing-Dynastie): Qidu (七都), Xiangtan (縣)
- 1912 (Republik China): Zweiter Distrikt (第二區), Xi-Stadt (西鄉), Xiangtan
- 1932: Neunter Distrikt, Xiangtan
- 1947: Stadt Qingtian, Xiangtan
- 1950: Dritter Distrikt, Xiangtan
- 1951: Vierter Distrikt, Xiangtan
- 1955: Yintian Distrikt, Xiangtan
- 1956: Stadt Yintian, Xiangtan
- 1958: Volkskommune Shaoshan
- 1961: Shaoshan Distrikt, Xiangtan

## Verkehrsanbindung
Die Schnellfahrstrecke Shanghai–Kunming führt südlich an der Gemeinde Shaoshan vorbei, dort befindet sich der am 16. Dezember 2014 eröffnete Südbahnhof der Stadt. Die Entfernung vom Bahnhof zum nordwestlich gelegenen Stadtzentrum in der Großgemeinde Qingxi, wohin eine Busverbindung besteht, beträgt 6 km.
Außerdem führt im Süden die Autobahn Shanghai–Kunming durch das Gebiet von Shaoshan, und im Norden die Provinzautobahn Changsha–Shaoshan–Loudi, von der aus eine Zweigautobahn (韶山支线高速) zur Gemeinde Shaoshan führt, die über eine weitere Zweigautobahn (韶山高速公路) auch mit der Autobahn Shanghai–Kunming verbunden ist.

## Persönlichkeiten
- Pang Qianyu (* 1996), Ringerin
- Mao Zedong (1893–1976), Marxistisch-leninistischer Revolutionstheoretiker, Vorsitzender der KPCh und Präsident der Volksrepublik China